# Agstafa (rayon)
Agstafa (azeri: Ağstafa) é um rayon situado a noroeste do Azerbaijão. O complexo monasterial de David Gareja (azeri: Keshish Dagh), na Geórgia, está, em parte, neste raion, território azeri de grande importância estratégica, o que tem provocado disputas fronteiriças entre as autoridades georgianas e azeris.